# Свирина, Евгения Павловна
Евгения Павловна Свирина — российский математик, доктор физико-математических наук (1979).
Родилась 27 декабря 1920 г. в с. Дубовое Чаплыгинского района Липецкой области.
Труженица тыла, награждена медалью «За доблестный труд в Великой Отечественной войне 1941-45 г.».
Окончила физико-математический факультет Горьковского государственного университета по специальности физика (1944) и аспирантуру физического факультета МГУ (1949, научный руководитель Н. С. Акулов).
С 1949 г. работает в МГУ, с 1961 г. доцент кафедры общей физики для естественных факультетов физического факультета.
Область научных интересов: физические причины взаимосвязи электрических и магнитных свойств магнитных полупроводников (ферритов, манганитов).
Полученные результаты:
- проведено комплексное экспериментальное исследование кинетических эффектов (Холла, Нернста — Эттингсгаузена, магнитосопротивления, термоэдс, электросопротивления) и намагниченности монокристаллических ферритов-шпинелей в широком диапазоне температур и в различных магнитных полях. Получен вывод, что электропроводность в ферритах имеет полупроводниковый характер и объясняется на основе зонных представлений с учетом s-d обменного взаимодействия.
- обнаружен переход металл — полупроводник и аномальное поведение гальваномагнитных и термомагнитных эффектов в районе температуры Кюри.
- установила, что за температурную зависимость электропроводности и магнитной восприимчивости в парамагнитной области ответственны 3d электроны манганитов. Получен вывод, что исследованные манганиты являются магнитными полупроводниками с узкой запрещенной зоной, величина которой сравнима с величиной 3d обменного взаимодействия.

Доктор физико-математических наук (1979).
Общее количество публикаций: 150.
Основные публикации:
- Исследование гальвано- и термомагнитных эффектов и электропроводности ферритов : диссертация … доктора физико-математических наук : 01.04.07. — Москва, 1978. — 316 с. : ил.
- Элементы физики твердого тела / Е. П. Свирина, Л. П. Шляхина; МГУ им. М. В. Ломоносова. — М. : Изд-во МГУ, 1991. — 107,[1] с. : ил.; 22 см. — (Физика).; ISBN 5-211-02451-6
- Электрические и магнитные свойства твердого тела : [Учеб. пособие] / Е. П. Свирина, Л. П. Шляхина; Моск. гос. ун-т им. М. В. Ломоносова, Физ. фак. — М. : Изд-во Моск. ун-та, 1997. — 118 с. : ил.; 22 см; ISBN 5-211-03482-1
- О спонтанной постоянной Холла в ферритах. ФТТ, т.6, в.11, С.3379-3382, 1964.
- К. П. Белов, Е. П. Свирина. Эффект Холла в ферритах. УФН, т.96, С.21-38, 1968.
- Е. П. Свирина. Эффект Холла, магнитосопротивление и электрическая проводимость в ферритах шпинелях. Изв. АНАТОЛЬЕВИЧ СССР, сер. физ., т. XXXV, № 6, С.1162-1175, 1970.
- К. П. Белов, Е. П. Свирина, Л. П. Шляхина. Влияние обменной энергии на ширину запрещенной зоны в манганитах. ФТТ, т.26, в.6, С.1903-1906, 1984.
- Е. П. Свирина, Л. П. Шляхина. Магнитные свойства и кинетические эффекты в манганитах с узкой запрещенной зоной. Вестник Моск. унив., сер. физ-астр., т.34, № 1, С.94-114, 1993.